# 円錐クラッチ

円錐クラッチの概略図:
1. 円錐台部（コーン）: 雌コーン（緑）、雄コーン（青）
2. シャフト: 雄コーンがキー溝上を滑る。
3. 摩擦素材: 大抵は雌コーン上だが、この図では雄コーン上にある。
4. ばね: クラッチコントロールを使った後、雄コーンを戻す。
5. クラッチコントロール: 押すことによって両コーンを分離させる。
6. 回転方向: どちらの回転軸も可能である。

円錐クラッチ（えんすいクラッチ）またはコーンクラッチ（英語: cone clutch）は、円板クラッチ（ディスククラッチ、プレートクラッチ）と同じ目的を果たす。しかしながら、2つの回転する円板を押し付ける代わりに、円錐クラッチは2つの円錐台の表面を使って、摩擦によってトルクを伝達する。
円錐クラッチは、くさび状の作用と表面積の増大により、同サイズの円板クラッチよりも高いトルクを伝達する。円錐クラッチは一般的に低周速用途においてのみ現在用いられるものの、かつては自動車やその他の内燃機関トランスミッションにおいて一般的であった。
現在は大抵、レース、ラリー、または過激なオフロード車両で用いられる非常に専門的なトランスミッションに制限されているものの、モーターボートや浚渫ポンプ、その他の船の駆動系ではよく見られる。この理由は、円錐クラッチは最後まで押される必要がなく、ギアをより素早く変更できるためである。小型の円錐クラッチはマニュアルトランスミッションや一部の差動制限装置において同期装置（シンクロナイザ）機構として使われている。